# Coleophora leucapennella
Coleophora leucapennella é uma espécie de mariposa do gênero Coleophora pertencente à família Coleophoridae.